# Siegfried Friese
Siegfried Friese (* 2. September 1943 in Prenzlau) ist ein deutscher Politiker (SPD). Er ist katholisch, verheiratet und Vater von zwei Kindern.

## Biografie
Friese besuchte die Mittelschule in Prenzlau, schloss die Lehre zum Zahntechniker erfolgreich ab und machte an der Volkshochschule das Abitur. Er studierte Theater- und Filmwissenschaft an der Theaterhochschule Leipzig und der Hochschule für Film und Fernsehen in Potsdam-Babelsberg und erreichte 1971 den Hochschulabschluss als Dramaturg und Filmwissenschaftler. Daraufhin war er als Dramaturg beim Deutschen Fernsehfunk tätig, von 1973 bis 1990 war er wissenschaftlicher Mitarbeiter und stellvertretender Abteilungsleiter im Ministerium für Kultur, Filmressort, Mitglied im Verband der Film- und Fernsehschaffenden.
Friese wurde 1990 Mitglied der SPD. Dort war er Vorsitzender zunächst des Kreisverbandes Wismar, danach des Unterbezirks Nordwestmecklenburg sowie Vorsitzender des Parteirates der SPD in Mecklenburg-Vorpommern. 1994 wurde er ehrenamtlicher Bürgermeister der Gemeinde Bad Kleinen, 1999 wurde er auch Amtsvorsteher des Amtes Bad Kleinen. Friese gehörte von 1990 bis 2006 dem Landtag von Mecklenburg-Vorpommern an. Dort war er kultur- und medienpolitischer Sprecher der SPD-Fraktion sowie  Vorsitzender des Innenausschusses und Mitglied der Parlamentarischen Kontrollkommission.